# گربه‌هراسی

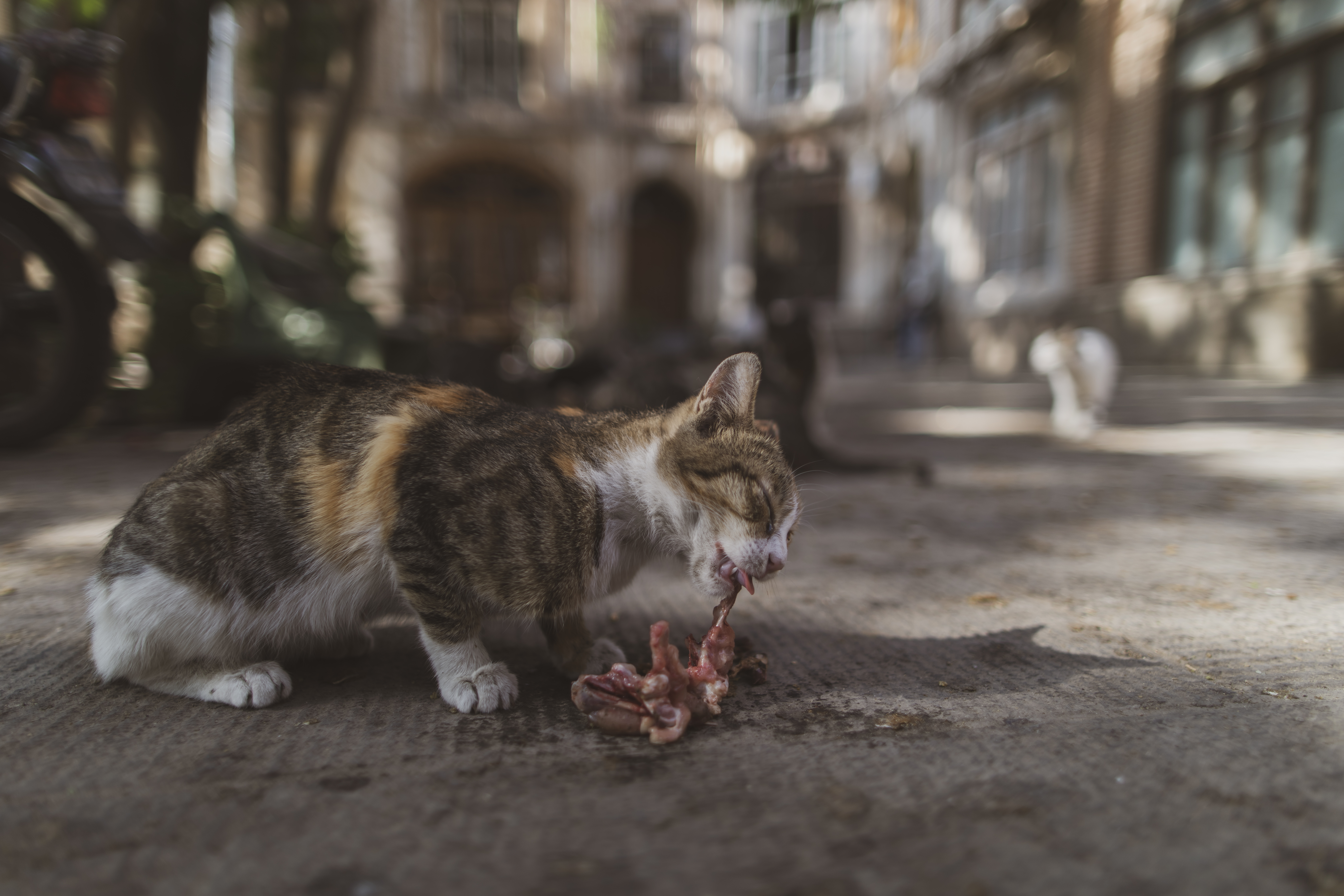
یک گربه در بازار تبریز در حال خوردن غذا

گُربه‌هراسی (به انگلیسی Ailurophobia) از ریشهٔ یونانی Ailouros به معنای گربه، به همراه Phobos در مفهوم تهدید یا ترس می آید و یکی از اختلالات روان‌شناختی از نوع هراسهای بیمارگونه  (ترس مرضی) است. که به ترس دائمی و غیرعادی از گربه بدون دلیل مشخص یا نگرانی نسبت به گازگرفتن یا چنگ‌زدن گربه‌ها گفته می‌شود.
ترس از گربه‌ها مانند ترس از سگ‌ها متداول نیست، با این وجود ترس از گربه‌ها می‌تواند تأثیر عمیقی بر روی زندگی روزمره افراد داشته باشد مثل: غیر ممکن شدن دیدن دوستانی که عاشق گربه‌اند و مجبور شدن برای محدود کردن فعالیت‌های روزانه به علت حضور گربه ها. نشانه‌های گربه‌هراسی، ترس غیرمعقول از گربه، ازدیاد تعریق، خشکی دهان، لرزش بدن، تپش تند قلب، ترس از مرگ، ابهام در گفتار، و حتی حملهٔ کامل اضطراب است.

## علت
ترساندن افراد از گربه در دوران کودکی به عنوان یک آموزه، توسط والدین را می‌توان یکی از دلایل اجتماعی این مسئله دانست. معمولاً افراد به خاطر دو دلیل از گربه‌ها می‌ترسند. از آسیب جسمانی که ممکن است آن‌ها باعث آن شوند یا گربه‌ها را با شیطان مرتبط می‌دانند.

## درمان
همانند سایر فوبیاها، روان درمانی و جلسات مشاوره ضروری است. درمانگر ممکن است به کشف ریشه فوبیا کمک کند. کمک کند که ترس را در معرض دید قرار دهید و سپس به شما برای برنامه‌ریزی مراحل درمان برای غلبه بر ان کمک کند. ممکن است این رویکرد، ساده به نظر برسد اما انجام آن بر روی خودتان می‌تواند خیلی سخت باشد.
یکی از درمان‌های معمول مواجهه تدریجی با گربه‌ها است. با گام‌های کوچک فرد می‌تواند به گربه‌ها عادت کند. (به عنوان مثال در ابتدا آن‌ها با دیدن تصویر گربه‌ها تمرین می‌کنند، سپس تماشای ویدئو و فیلم گربه‌ها، دست زدن به اجناسی شبیه به گربه، بازی با گربه‌های عروسکی و در نهایت گربه واقعی را لمس و نگه می‌دارد). این مراحل باید در کنترل باشد، تنظیمات راحت با پشتیبانی زیاد از طرف درمانگر و اعضای خانواده یا دوستان.
در طول این فرایند اغلب از حفظ آرامش و تکنیک‌های تجسم استفاده می‌شود. همچنین به تغییر شکل ذهنیت فرد و منطقی ساختن باورهای خود . کاهش ترس شان کمک می‌کند.